# 스타크래프트 중립동물
스타크래프트 중립동물은 스타크래프트에서 나오는 야생동물들을 가리키는 단어이다. 스타크래프트 크리터라고도 불리며 스타크래프트를 플레이하다 보면 이런 중립동물들을 만나볼 수도 있다.

## 스타크래프트 중립동물들의 종류
다음은 스타크래프트에 등장하는 중립동물들을 모두 나열하는 분류이다.

### 스타크래프트와 스타크래프트 리마스터에 나오는 중립동물들
- 카카루
- 벵갈라스
- 우르사돈
- 라이나돈
- 라그나사우르
- 스캔티드

### 스타크래프트 2에 나오는 중립동물들
- 우루부
- 카라크
- 리요테
- 용암게
- 우르사다크
- 스캔티피드
- 우르사돈
- 주카르 장어
- 분열갑충
- 게딱정벌레
- 포자 가오리
- 아토실로프
- 테이스틀로프
- 제루스 가시 벌레
- 자르반 글라이더

### 테란으로 분류되는 중립동물들
- 민간인
- 과학자
- 광부
- 죄수

### 지구의 생물로 분류되는 중립동물들
- 소
- 개
- 양

### 테란 기계로 분류되는 중립동물들
- 자동화 로봇 2000(Automaton 2000)
- 청소 로봇
- 연구실 봇
- 항구 고물선

### 그외 특별한 이스터 에그의 중립동물들
- 타우렌 해병
- 멀록 해병
- 공포의 군주 디아블로
- 무피
- 보물 고블린
- 카봇 저글링

## 같이 보기
- 스타크래프트
- 스타크래프트 리마스터
- 스타크래프트 2
- 동물